# 끝없는 사랑 (2014년 드라마)
《끝없는 사랑》은 2014년 6월 21일부터 2014년 10월 26일까지 방영된 SBS 주말 특별기획 드라마이다.

## 등장 인물

### 주요 인물
- 황정음 : 서인애 역 (아역 방유설)
- 정경호 : 한광철 역[1] (아역 조용진)
- 류수영 : 한광훈 역 (아역 최하호)

### 서인애 측근
- 신은정 : 서경자 역 - 서인애의 이모
- 이용이 : 안씨 역 - 서인애의 할머니
- 이남혁 : 서인철 역 (아역 고경필) - 서인애의 사촌동생이자 경자와 장택상의 친아들이다.
- 신린아 : 서에스더 역

### 한광훈 측근
- 민응식 : 빅베어 역 - 미국의 킹메이커

### 한광철 측근
- 최성국 : 조원규 역 - 전 복싱 챔피언, 서인애와 한광철의 조력자
- 이동신 : 손정목 역 - 재일교포 재벌 회장, 한광철을 키운 인물

### 천태웅 가족
- 차인표 : 천태웅 역 - 5.16 주체 세력의 장군
- 서효림 : 천혜진 역 (4회 ~ 37회) - 천태웅의 딸, 한광훈을 사랑함.
- 최지나 : 진양자 역 - 천태웅의 아내, 천혜진의 어머니

### 민혜린 가족 (생존)
- 심혜진 : 민혜린 역 - 본작의 만악의 근원 2호이자 중간 보스. 인간말종 2. 일명 강철나비
- 정동환 : 김건표 역 - 민혜린의 남편, 국무총리
- 전소민 : 김세경 → 박세경 역 - 민혜린의 딸[2]
- 김준 : 김태경 역 - 민혜린의 아들, 박세경의 양오빠

### 안기부 (궤멸)
- 정웅인 : 박영태 역 - 본작의 만악의 근원 1호이자 메인 빌런이며 최종 보스. 인간말종 1. 정보와 선거의 달인, 일명 킹메이커 세경의 친부
- 도기석 : 김정철 역 (1회 ~ 10회) - 본작의 서브 빌런. 인간말종 3. 안기부 부산 본부장, 박영태의 오른팔

### 부산 사람들 (해체)
- 맹상훈 : 한갑수 역 (1회) - 한광훈, 한광철 형제의 아버지
- 이원재 : 양산박 역 (2회 ~ 5회) - 부산 조폭 대부
- 최령 : 김무혁 역 - 부산지검 검사

### 칠성파 (생존)
- 배민수 : 칠성 역 - 서인애와 한광철의 친구
- 윤성현 : 지태 역 - 서인애와 한광철의 친구
- 채희재 : 용범 역 - 서인애와 한광철의 친구
- 이재훈 : 길동 역 - 서인애와 한광철의 고등학교 동창

### 효리파 (와해)
- 이청미 : 효리 역 - 서인애와 교도소 동기
- 정인혜 : 경희 역 - 서인애와 교도소 동기
- 지주연 : 미숙 역 - 서인애와 교도소 동기
- 김민영 : 화자 역 - 서인애와 교도소 라이벌

### 야쿠자 (생존)
- 오타니 료헤이 : 마사토 역 (4회 ~ 20회, 특별출연)[3] - 본작의 히든 보스이자 개그 캐릭터. 야쿠자 두목
- 미상 : 타케우치 역 (20회, 특별출연) - 재일교포 마사토의 부하

### 그 외 인물
- 이승형 : 임윤택 감독 역
- 함은정 : 태초애 역
- 김율호 : 학생회장 역
- 김경룡 : 검찰총장 역
- 염동헌 : 정수동 역
- 이범훈 : 인수 역 (15회)
- 함진성 : 기자 역

### 특별 출연
- 임주은 : 서경화 역 - 서인애의 친모
- 김민교 : 표진수 역
- 미상 : 유기훈 교수 역
- 최정화 : 마사지사 역
- 리민 : 안기부 요원 역 (12회, 13회)
- 미상 : 장택상 역 - 서인철의 생부
- 미상 : 장정재 역
- 배민희 : 장재희 역
- 이정성 : 인애 주치의 역
- 지영우 : 기자 역
- 미상 : 용학수 역
- 미상 : 이건우 역
- 한여울 : 전지혜 역
- 미상 : 김정철 아들 역 (38회)
- 미상 : 변규수 역 (2회) - 경찰서장
- 전헌태 : 안기부 요원 역 (2회)

## 시청률
최저 시청률과 최고 시청률은 시청률 조사회사와 지역별로 시청률에 차이가 있을 수 있습니다.
| 2014년      | 2014년      | 2014년         | 2014년       | 2014년         | 2014년       |
| 회차        | 방송일      | TNmS 시청률    | TNmS 시청률  | AGB 시청률     | AGB 시청률   |
| 회차        | 방송일      | 대한민국(전국) | 서울(수도권) | 대한민국(전국) | 서울(수도권) |
| ----------- | ----------- | -------------- | ------------ | -------------- | ------------ |
| 제1회       | 6월 21일    | 7.2%           | 8.8%         | 8.0%           | 8.6%         |
| 제2회       | 6월 22일    | 7.1%           | 7.9%         | 6.7%           | 7.3%         |
| 제3회       | 6월 28일    | 8.7%           | 9.1%         | 8.7%           | 9.8%         |
| 제4회       | 6월 29일    | 8.0%           | 8.8%         | 8.3%           | 9.2%         |
| 제5회       | 7월 5일     | 8.6%           | 9.5%         | 9.4%           | 10.4%        |
| 제6회       | 7월 6일     | 7.2%           | 8.1%         | 8.3%           | 9.5%         |
| 제7회       | 7월 12일    | 9.4%           | 11.6%        | 9.5%           | 10.8%        |
| 제8회       | 7월 13일    | 8.0%           | 9.4%         | 8.6%           | 9.6%         |
| 제9회       | 7월 19일    | 8.2%           | 9.4%         | 9.2%           | 10.4%        |
| 제10회      | 7월 20일    | 7.9%           | 9.2%         | 9.5%           | 10.6%        |
| 제11회      | 7월 26일    | 8.4%           | 9.6%         | 9.0%           | 9.7%         |
| 제12회      | 7월 27일    | 8.5%           | 9.7%         | 9.1%           | 10.5%        |
| 제13회      | 8월 2일     | 8.7%           | 9.4%         | 9.4%           | 10.1%        |
| 제14회      | 8월 3일     | 9.0%           | 10.1%        | 9.5%           | 10.0%        |
| 제15회      | 8월 9일     | 9.3%           | 10.5%        | 9.9%           | 11.0%        |
| 제16회      | 8월 10일    | 8.2%           | 9.1%         | 8.7%           | 9.5%         |
| 제17회      | 8월 16일    | 9.2%           | 10.1%        | 9.6%           | 10.6%        |
| 제18회      | 8월 17일    | 8.3%           | 8.9%         | 9.8%           | 10.7%        |
| 제19회      | 8월 23일    | 8.5%           | 9.5%         | 9.1%           | 9.7%         |
| 제20회      | 8월 24일    | 8.1%           | 9.5%         | 8.7%           | 9.4%         |
| 제21회      | 8월 30일    | 8.6%           | 9.7%         | 10.2%          | 11.1%        |
| 제22회      | 8월 31일    | 8.1%           | 9.3%         | 9.5%           | 10.1%        |
| 제23회      | 9월 7일     | 6.3%           | 6.9%         | 7.1%           | 7.6%         |
| 제24회      | 9월 13일    | 7.9%           | 9.2%         | 9.1%           | 9.7%         |
| 제25회      | 9월 14일    | 7.6%           | 9.0%         | 8.6%           | 9.5%         |
| 제26회      | 9월 20일    | 6.4%           | 7.1%         | 6.8%           | 6.8%         |
| 제27회      | 9월 21일    | 8.8%           | 10.5%        | 10.7%          | 11.3%        |
| 제28회      | 9월 27일    | 8.1%           | 9.3%         | 8.6%           | 9.2%         |
| 제29회      | 9월 28일    | 6.6%           | 8.0%         | 7.6%           | 8.4%         |
| 제30회      | 10월 4일    | 6.2%           | 7.6%         | 6.5%           | 7.2%         |
| 제31회      | 10월 5일    | 7.4%           | 9.0%         | 7.8%           | 7.7%         |
| 제32회      | 10월 11일   | 2.4%           | 3.2%         | 2.8%           | 2.9%         |
| 제33회      | 10월 11일   | 7.5%           | 8.8%         | 8.7%           | 8.9%         |
| 제34회      | 10월 18일   | 5.7%           | 6.4%         | 7.4%           | 8.1%         |
| 제35회      | 10월 19일   | 5.8%           | 6.9%         | 7.0%           | 7.3%         |
| 제36회      | 10월 25일   | 7.0%           | 7.7%         | 8.5%           | 9.5%         |
| 제37회      | 10월 26일   | 7.7%           | 8.4%         | 9.3%           | 9.9%         |
| 평균 시청률 | 평균 시청률 | 7.7%           | 8.8%         | 8.5%           | 9.3%         |

## 결방 사유
- 2014년 9월 6일 : 추석특선영화 관상의 방영으로 인해 결방[6]
- 2014년 10월 12일 : 저녁 8시 45분부터 밤 11시 5분까지 SBS TV 특집드라마 <엄마의 선택>을 방송 관계로 10월 11일 2회 연속 편성[7]

## 조기종영
- 당초 40부작으로 기획되었으나 한 자릿수 시청률에 머무르는 등 시청률 부진으로 인해 40부작에서 3회를 단축하여 37부작으로 조기 종영하였다.[8]

## 수상
- 2014년 SBS 연기대상 10대 스타상, 여자 최우수상 황정음
- 2014년 SBS 연기대상 장편드라마 부문 특별 연기상 정웅인

## 경쟁 프로그램
- 정도전 (KBS1, 2014년 1월 4일 ~ 2014년 6월 29일)
- 호텔킹 (MBC, 2014년 4월 5일 ~ 2014년 7월 27일)
- 마마 (MBC, 2014년 8월 2일 ~ 2014년 10월 19일)
- 전설의 마녀 (MBC, 2014년 10월 25일 ~ 2015년 3월 8일)

## 같이 보기
- KBS 주말연속극 《참 좋은 시절》 (2014년 2월 22일 ~ 2014년 8월 10일)
- KBS 주말연속극 《가족끼리 왜 이래》 (2014년 8월 16일 ~ 2015년 2월 15일)
- MBC 주말연속극 《왔다! 장보리》 (2014년 4월 5일 ~ 2014년 10월 12일)
- MBC 주말연속극 《장미빛 연인들》 (2014년 10월 18일 ~ 2015년 4월 12일)
- SBS 주말극장 《기분 좋은 날》 (2014년 4월 26일 ~ 2014년 10월 5일)
- SBS 주말극장 《엄마의 선택》 (2014년 10월 12일)
- SBS 주말극장 《모던파머》 (2014년 10월 18일 ~ 2014년 12월 27일)